# Virslīga (2006)
Sezon 2006 był 15. edycją rozgrywek piłkarskich o mistrzostwo Łotwy.

## Tabela końcowa
| Klucz do tabeli             |
| Mistrz, Kwal. Ligi Mistrzów |
| Puchar UEFA                 |
| Puchar Intertoto            |
| Spadek do niższej ligi      |

|   | Klub                | M  | Z  | R | P  | Br+ | Br- | Pkt | Br+/- |
| - | ------------------- | -- | -- | - | -- | --- | --- | --- | ----- |
| 1 | FK Ventspils        | 28 | 19 | 5 | 4  | 48  | 23  | 62  | +25   |
| 2 | Liepājas Metalurgs  | 28 | 18 | 6 | 4  | 66  | 20  | 60  | +46   |
| 3 | Skonto Ryga         | 28 | 16 | 6 | 6  | 55  | 21  | 54  | +34   |
| 4 | Dinaburg Daugavpils | 28 | 12 | 5 | 11 | 33  | 38  | 39  | -5    |
| 5 | Ditton Daugavpils   | 28 | 10 | 8 | 10 | 33  | 31  | 38  | +2    |
| 6 | FK Jūrmala          | 28 | 11 | 4 | 13 | 36  | 36  | 37  | +0    |
| 7 | FK Ryga             | 28 | 6  | 4 | 18 | 21  | 57  | 22  | -36   |
| 8 | Dižvanagi Rēzekne   | 28 | 0  | 2 | 26 | 11  | 77  | 2   | -66   |

## Najlepsi strzelcy
|   | Piłkarz          | Klub               | Gole |
| - | ---------------- | ------------------ | ---- |
| 1 | Mihails Miholaps | Skonto Ryga        | 15   |
| 2 | Ģirts Karlsons   | Liepājas Metalurgs | 13   |
| 3 | Jurģis Kalns     | FK Jūrmala         | 12   |
| 4 | Kristaps Grebis  | Liepājas Metalurgs | 11   |
| - | Darius Miceika   | Liepājas Metalurgs | 11   |

## Nagrody
| Najlepszy     | Piłkarz            | Klub               |
| ------------- | ------------------ | ------------------ |
| Bramkarz      | Andris Vaņins      | FK Ventspils       |
| Obrońca       | Jean-Paul Ndeki    | FK Ventspils       |
| Pomocnik      | Vitālijs Astafjevs | Skonto Ryga        |
| Napastnik     | Ģirts Karlsons     | Liepājas Metalurgs |
| Młody Piłkarz | Aleksandrs Cauņa   | Skonto Ryga        |